# آکیتسگو کنو
آکیتسگو کنو (انگلیسی: Akitsugu Konno; september ۱, ۱۹۴۴ – ۵ سپتامبر ۲۰۱۹) ورزشکار اسکی پرش اهل ژاپن بود.
وی در مسابقات کشوری و بین‌المللی در مجموع برندهٔ ۱ مدال نقره شده‌است.